# Собенкі
Собенкі (пол. Sobienki) — село в Польщі, у гміні Осецьк Отвоцького повіту Мазовецького воєводства.
Населення — 238 осіб (2011).
У 1975-1998 роках село належало до Седлецького воєводства.

## Демографія
Демографічна структура станом на 31 березня 2011 року:
|          | Загалом | Допрацездатний вік | Працездатний вік | Постпрацездатний вік |
| -------- | ------- | ------------------ | ---------------- | -------------------- |
| Чоловіки | 113     | 18                 | 76               | 19                   |
| Жінки    | 125     | 18                 | 76               | 31                   |
| Разом    | 238     | 36                 | 152              | 50                   |